# Accident de radiothérapie de Saragosse

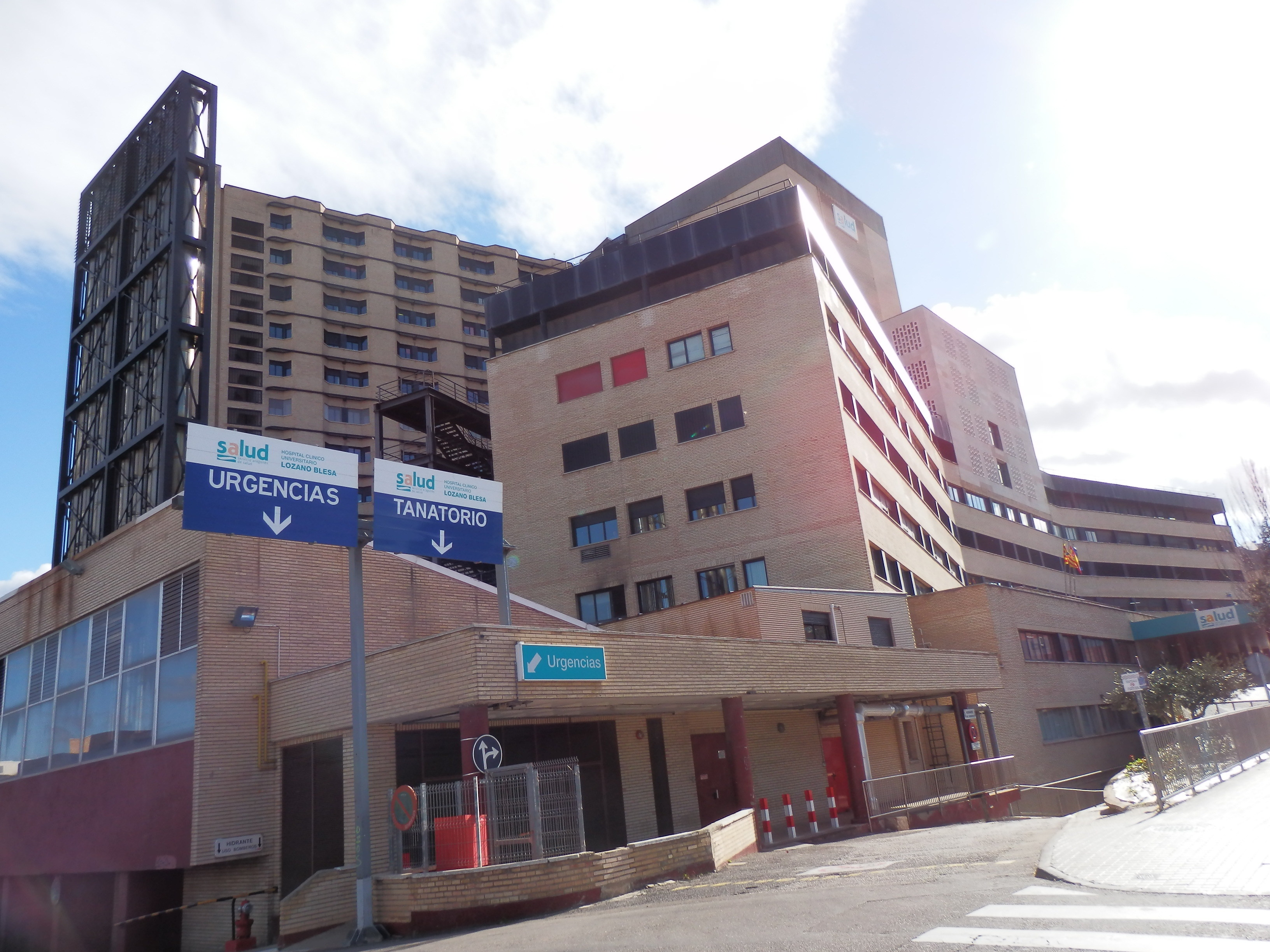
Hôpital clinique Lozano Blesa ou s'est produit l'incident

L'accident de radiothérapie de Saragosse s'est produit à la clinique de Saragosse en Espagne entre le 10 et le 20 décembre 1990.
Au total 27 patients ont été blessés, et 11 d'entre eux sont morts à cause d'une surexposition d'après l'AIEA.

## Chronologie
Le 7 décembre 1990, un technicien effectue une opération de maintenance sur l'accélérateur d'électrons de la clinique de Zaragoza. Le 10 décembre, l'appareil est remis en service : les patients affectés ont immédiatement souffert de brûlures sur la peau et d'inflammation d'organes internes. Un premier patient meurt le 16 février 1991, deux mois après l'exposition.
Le 19 décembre 1990, le Conseil de sécurité nucléaire devait faire un contrôle de l'appareil, mais cela a été retardé pour des raisons administratives. Il a finalement été admis que la puissance de l'appareil était trop élevée. Il a été arrêté le 20 décembre, puis remis en service le 8 mars 1991.
D'autres patients sont touchés, et le dernier d'entre eux meurt le 25 décembre 1991.

## Causes
L'appareil de radiothérapie a été réparé sans respecter les procédures correctes. Il était en service depuis 14 ans au moment de la panne. La réparation a conduit à une augmentation de la puissance de sortie, ce qui fait que les patients qui devaient recevoir une dose de 7 MeV ont reçu en fait une dose de 40 MeV.
Selon un rapport officiel, c'est une erreur du technicien de maintenance qui est à l'origine de l'irradiation des patients, et cela a été aggravé par le manque de coordination entre les services de l'hôpital.

## Conséquences
L'analyse des causes de l'accident a contribué à profondément faire évoluer les mesures de protection et de régulation en Espagne concernant la radiothérapie,.